# 13157 Searfoss
13157 Searfoss eller 1995 TQ6 är en asteroid i huvudbältet som upptäcktes den 15 oktober 1995 av Spacewatch vid Kitt Peak-observatoriet. Den är uppkallad efter den amerikanske astronauten Richard A. Searfoss.